# Cañete la Real
Cañete la Real er en by og kommune i det sydlige Spanien i provinsen Málaga. Den har et indbyggertal på 1.587 (2024) indbyggere.